# Христофорос Сава
Христо̀форос Са̀ва (на гръцки: Χριστόφορος Σάββα) е кипърски художник и скулптор, един от създателите на съвременното кипърско изкуство. Той въвежда нови артистични тенденции, които обединява с местните традиции. Става връзка между първите две поколения художници и в същото време действа като отправна точка за по-младите. Той е първият кипърски художник, който изследва и работи с нетрадиционни материали, постигайки забележителни успехи. Сава е и първият в страната, който създава евтини и достъпни офорти и който работи дори и в областта на декоративното изкуство като създава полезни битови предмети. Той е сред пионерите на модернизацията на местната култура, като допринася за сплотяването на творци от различни области в сдружения и организира галерия, в която се излагат кипърски и чуждестранни творби. Въпреки ранната си смърт, Сава се утвърждава като един творчески и иновативен художник и пионер на съвременното кипърско изкуство.

## Детство и младост
Христофорос Сава е роден на 8 юни 1924 година в село Маратовунос в равнината Месаория в Северен Кипър. Той е второто от 6 деца в семейството. Както повечето селски деца по онова време завършва само основно училище и след това започва да помага в селскостопанската работа. През детството си не показва някакъв особен интерес към рисуването.
Първият си значителен контакт с изкуството осъществява когато е войник в Кипърския полк на британската армия – от 1943 до 1946 година. Полкът е изпратен последователно в Египет и Италия, където младият войник започва да посещава музеите и развива интерес към изкуството. Предполага се, че е посещавал курсове по рисуване, каквито често са били организирани за британските войници.

## Лондон
През 1947 година емигрира във Великобритания, като се възползва от възможностите, предлагани за армейски ветерани. Там започва да взима уроци по рисуване в художествената школа „Свети Мартин“ и в Централната художествена школа в Лондон. През 1948 година се записва в колежа по изящни изкуства „Хедърли“, който завършва през 1953 или 1954 година.
През този период Лондон предлага една артистичен среда, която се характеризира с широк спектър от тенденции и проявления в изкуството, без нито един от тях да доминира. В такава среда се обучава и израства ново поколение кипърски художници, сред които е и Сава. Неговото творчество се явява като мост между живописта на новото и по-старото поколение на Адамантиос Диамантис, Тилемахос Кантос, Йоанис Кисонергис и други. Всъщност то успява да приближи кипърското изкуство по-близо до западноевропейското.
Твърде малко от ранните творби на Сава са известни и това затруднява точното определяне на първоначалния му стил. Все пак, най-ранните показват влияние на френския модернизъм от края на 19 и началото на 20 век, най-вече на Пол Сезан и на фовистите, особено Анри Матис. В някои други произведения от онова време при организацията на пространството в картините му се забелязва приближаване към кубизма.

## Никозия
През лятото на 1954 Сава завършва обучението си в Англия и се връща в Никозия, където през ноември за първи път участва в изложба. Повечето от картините са нарисувани по време на няколкото месеца престой на острова. Представени са пейзажи и натюрморти с маслени бои, показващи наклонност към кубизма, демонстрирано от разположението на цветовите зони и на тъмните и светли контрасти. Критиците отбелязват, че работите му се характеризират с интересни композиции, изискан вкус към цветовете и забележителна оригиналност.
Втората си изложба, вече самостоятелна, прави през декември 1955 година, този път в хотел „Ледра палас“, отново в Никозия. Експонирани са различни натюрморти, интересен портрет на жена, автопортрет и други. Постепенно художникът се включва в обществото на местните хора на изкуството. Едно от важните начинания, в които участва, е създаването на Общокипърския съюз на почитателите на изкуствата в края на 1955 или началото на 1956 година, в който се включват млади художници, писатели, композитори и други дейци на културата.
На 29 март 1956 година е открита третата му самостоятелна изложба. Изложените картини се характеризират с привидна наивност, закръглени човешки форми, ясни цветове, плоски и стилизирани черти на лицата. Липсва всякакво чувство за дълбочина, което води до принципите на европейския модернизъм. Една от малкото негови работи, които правят директна препратка към политическите условия в страната е „Демонстрация“, където композицията е съвсем геометрична, с диагонални оси и прави линии, които създават впечатлението за атмосфера на напрежение и конфликти.
Самият Сава твърди, че среща много трудности в Кипър и често се чувства интелектуално и художествено самотен като представител на нов стил в изкуството, приеман от някои художници като упадъчен.

## Париж
През април 1956 година Сава се завръща в Лондон и два месеца след това заминава за Париж. Там работи в ателието на френския скулптор, живописец и преподавател Андре Лот. Той е автор на няколко книги, посветени на изкуството, приятел на Пабло Пикасо и Жорж Брак. Влиянието на Лот върху творчеството на кипърския художник се оценява като сериозно и е широко коментирано от всичките му биографи и изследователи.
Доминиращият стил в Монпарнас по това време е кубизмът, който Сава възприема твърде лесно, тъй като вече използва подобни елементи в ранните си творби. Лот, от който той се учи, поставя акцент върху преобразуването на изображенията до основни геометрични фигури, където цветовата гама действа като свързващ елемент, обединяващ отделните форми в единно цяло. Един от множеството примери за голямото му влияние върху кипърския художник са две картини от 1955 година, наречени „Двойка“.
През юли 1957 година, минавайки през Лондон и Венеция, Сава се завръща за кратко в Кипър, където прави три самостоятелни изложби. В показаните картини отново ясно си личи влиянието на Андре Лот. В хотел „Ледра палас“ представя 29 творби – пейзажи, натюрморти и актове. Повечето от тях са рисувани в Кипър, изпълнени в стил кубизъм, което е особено подчертано в „Голота“ и „Къпещи се в Кирения“. В някои от показаните картини Сава слива строгите кубистични форми на Лот с колоритни и рисувални елементи от фовизма.
В Париж той продължава да работи в ателието на Лот, но пътува и на юг, където рисува пейзажи с гваш и масло. Пише, че е променил плановете си за завръщане в Кипър, поради политическите проблеми на острова и че престоят в провинцията е решение на финансовите му затруднения. Събитията в родината му го подтиква да нарисува пет платна с общото заглавие „Клането в Кионеле“. В тази картина се очертават новите тенденции в неговото творчество – силни цветове, експресионистичен рисунък, похвати от символизма, на ръба на абстрактното изкуство.

## Отново в Кипър
През лятото на 1959 година Сава се връща окончателно в Кипър, година преди обявяването на независимостта на страната. Тук той прави няколко поредни изложби, повечето творби в които принадлежат изцяло на абстракционизма. Показва и работи с нови материали и техники, като за първи път излага скулптурна фигура от тел – тази на Дон Кихот. Освен това излага маслени картини, акварели, някои скулптури от камък, и три колажа.
През май 1960 година, заедно с уелския художник Глен Хюз създава „Галерия Апофазис“. Това е първата независима професионална галерия в Кипър, която става център на културната дейност в Никозия. В нея се организират домакински и чуждестранни изложби и лекции, представят се пиеси, прожектират се филми. На следващата година Сава отваря механа под същото име, която отново става място за среща на дейците на изкуството и културата.
Междувременно, изкуство на Сава продължава да се развива бързо, а самият той е много продуктивен. Неговата изложба в „Апофазис“ през 1961, открита с висока оценка от Тилемахос Кантос, е повратна точка в творчеството му. Там излага 20 творби с гваш, две рисунки и 13 „Yfasmatografies“ (бъркотии) – термин, който той сам е измислил. Характерна особеност на Сава е постоянно експериментиране с нови материали, и в този контекст важна част от работата му са именно са тези „бъркотии“. Някои от творбите му продължават да бъдат изпълнени в стил кубизъм, а други, като „Смокини“, се приближават към наивизма и в тях прозира влиянието както на Матис, така и на кипърските традиции. На следващата година прави нова изложба под заглавието „Ню Йорк“, на която освен маслени платна и гваш излага и творби от зебло, пясък и гипс – „Гробът на поета“, „Зимен пейзаж“, „Градина в Никозия“, „Горещи дни“, „Атлет“.
През 1964 година участва в създаването на Кипърската камара по изящни изкуства Ε.ΚΑ.ΤΕ. Три години след това участва на търг в Ню Йорк с огромен „yfasmatografia“, като парите са предназначени за „Абатството на мира“ в малкото кипърско селце Белапаис край Кирения. Все повече се отдава на създаване на този тип произведения, някои от които въплъщават препратки към древността, понякога само в заглавията им, като например „Кавалджия“ и „Курос“.
През същата година прави изложба в хотел „Хилтън“ в Никозия, на която се очертават новите тенденции в неговата живопис. По-ранните експресионистични маниери дават път на геометрични фигури с плоски цветни повърхности. В някои от тях смътно се разпознават фигури, както при „Бистандер“ и „Сибил“, докато други представляват чисти геометрични форми с ясни цветове.
През 1967 година се жени за Кристин Уотърхаус, от която има едно дете.

## Последни години
Спорадично Сава продължава да работи с тел, като прави скулптури, някои от които са висящи и напомнят кинетичните творби, а други са стоящи и намекват за връзка с мобилните произведения. Прави текстилни апликации и релефни творби, изработени от цимент, стъкло, огледала и тесери. Тесерите са малки блокчета или кубчета от различен материал и с различни цветове, чрез които се изработва цялостно изображение на мозайка. За разлика от леките форми на скулптурите от тел, тук доминират обемът и видът на материала. Някои от тези творбите носят закачливи заглавия като „Честният“, „Религиозният“, „Кралицата“ и други. Към края на живота картините му стават напълно абстрактни, обикновено геометрични. Такива работи като „Композиция с два кръга“ от 1967 показват подчертано внимание към цветовете и взаимодействието между определени цветни равнини.
В последната година от живота си Сава се увлича от нов тип творби, изпълнени с „иглен релеф“. Картините са до голяма степен геометрични, често са базирани на формата и цвета на основата, която обикновено е плоча от полистирен, наслоена с плат или кадифе с различни цветове. Работите са обогатени и активирани от игли, които създават линейни елементи и нови нива. Някои от тях са допълнени с копчета или парчета плат, а в други доминиращи са иглите. Този тип творби създават илюзията за движение, поради разнопосочното пречупване на светлината в неравната повърхност на произведението. В последната си самостоятелна изложба художникът включва 14 творби от този вид, от общо 53-те, които е създал.
Сава участва в 34-то биенале във Венеция през 1968 година, където представя 4 от иглените си релефи. След приключването му има намерение да пътува из Европа, но се чувства доста уморен, затова отлага пътуването си и се завръща при жена си в Англия, която очаква второто им дете. На 13 юли 1968 година в град Шефилд, само на 44-годишна възраст, Христофорос Сава умира при сърдечен пристъп.

## Памет
През 1988 година, по случай 20 години от смъртта на художника, Министерството на образованието и културата издава книгата „Животът и творчеството на Христофорос Сава“. Автори са писателят Костас Иконому и съпругата на Сава – Кристин.